# قائمة الجوائز والترشيحات التي تلقتها كيت بلانشيت
وفيما يلي قائمة من الجوائز والترشيحات التي تلقتها الممثلة الأسترالية كيت بلانشيت.

## جوائز السينما

### جوائز صناعة السينما

#### جوائز أكاديمية
| جائزة الأوسكار | جائزة الأوسكار         | جائزة الأوسكار                    | جائزة الأوسكار |
| سنة            | العمل المرشح للجائزة   | الفئة                             | النتيجة        |
| -------------- | ---------------------- | --------------------------------- | -------------- |
| 1998           | إليزابيث (فيلم)        | جائزة الأوسكار لأفضل ممثلة        | رُشِّح            |
| 2004           | الطيار (فيلم)          | جائزة الأوسكار لأفضل ممثلة مساعدة | فوز            |
| 2006           | Notes on a Scandal     | أفضل ممثلة مساعدة                 | رُشِّح            |
| 2008           | إليزابيث: العصر الذهبي | أفضل ممثلة                        | رُشِّح            |
| 2008           | أنا لست هناك           | أفضل ممثلة مساعدة                 | رُشِّح            |
| 2013           | ياسمين أزرق (فيلم)     | أفضل ممثلة                        | فوز            |

#### جوائز فنون الأكاديمية الأسترالية للسينما والتلفزيون
| جوائز الأكاديمية الأسترالية * | جوائز الأكاديمية الأسترالية * | جوائز الأكاديمية الأسترالية * | جوائز الأكاديمية الأسترالية * |
| سنة                           | العمل المرشح للجائزة          | الفئة                         | النتيجة                       |
| ----------------------------- | ----------------------------- | ----------------------------- | ----------------------------- |
| 1997                          | Thank God He Met Lizzie       | أفضل ممثلة في دور ثانوي       | فوز                           |
| 1998                          | رواية أوسكار و لوسيندا        | أفضل ممثلة في دور رئيسي ‏      | رُشِّح                           |
| 2005                          | Little Fish                   | أفضل ممثلة                    | فوز                           |
| 2008                          | إليزابيث: العصر الذهبي        | أفضل ممثلة - دولية ‏           | فوز                           |
| 2013                          | ياسمين أزرق (فيلم)            | أفضل ممثلة - دولية ‏           | فوز                           |

* سابقا جوائز معهد السينما الأسترالي (AFI جوائز)، 1958-2010..

#### جوائز معهد الفيلم الأمريكي
| معهد الفيلم الأمريكي | معهد الفيلم الأمريكي | معهد الفيلم الأمريكي      | معهد الفيلم الأمريكي |
| سنة                  | العمل المرشح للجائزة | الفئة                     | النتيجة              |
| -------------------- | -------------------- | ------------------------- | -------------------- |
| 2001                 | قطاع الطرق           | ممثل السنة المتميز - أنثى | رُشِّح                  |

#### جوائز بافتا
| جوائز الأكاديمية البريطانية للأفلام | جوائز الأكاديمية البريطانية للأفلام | جوائز الأكاديمية البريطانية للأفلام    | جوائز الأكاديمية البريطانية للأفلام |
| سنة                                 | العمل المرشح للجائزة                | الفئة                                  | النتيجة                             |
| ----------------------------------- | ----------------------------------- | -------------------------------------- | ----------------------------------- |
| 1998                                | إليزابيث (فيلم)                     | جائزة البافتا لأفضل ممثلة في دور رئيسي | فوز                                 |
| 1999                                | السيد ريبلي الموهوب (فيلم)          | جائزة بافتا لأفضل ممثلة في دور ثانوي   | رُشِّح                                 |
| 2004                                | الطيار (فيلم)                       | أفضل ممثلة في دور ثانوي                | فوز                                 |
| 2008                                | إليزابيث: العصر الذهبي              | أفضل ممثلة في دور رئيسي                | رُشِّح                                 |
| 2008                                | أنا لست هناك                        | أفضل ممثلة في دور ثانوي                | رُشِّح                                 |
| 2013                                | ياسمين أزرق (فيلم)                  | أفضل ممثلة في دور رئيسي                | فوز                                 |

#### جوائز السينما المستقلة البريطانية
| جوائز السينما المستقلة البريطانية | جوائز السينما المستقلة البريطانية | جوائز السينما المستقلة البريطانية | جوائز السينما المستقلة البريطانية |
| سنة                               | العمل المرشح للجائزة              | الفئة                             | النتيجة                           |
| --------------------------------- | --------------------------------- | --------------------------------- | --------------------------------- |
| 2007                              | Notes on a Scandal                | أفضل ممثلة مساعدة                 | رُشِّح                               |

#### جائزة غولدن غلوب
| جائزة غولدن غلوب | جائزة غولدن غلوب       | جائزة غولدن غلوب                                     | جائزة غولدن غلوب |
| سنة              | العمل المرشح للجائزة   | الفئة                                                | النتيجة          |
| ---------------- | ---------------------- | ---------------------------------------------------- | ---------------- |
| 1998             | إليزابيث (فيلم)        | جائزة غولدن غلوب لأفضل ممثلة - فيلم دراما            | فوز              |
| 2001             | قطاع الطرق             | جائزة غولدن غلوب لأفضل ممثلة - فيلم موسيقي أو كوميدي | رُشِّح              |
| 2003             | Veronica Guerin        | جائزة غولدن غلوب لأفضل ممثلة - فيلم دراما            | رُشِّح              |
| 2004             | الطيار (فيلم)          | جائزة غولدن غلوب لأفضل ممثلة مساعدة - فيلم           | رُشِّح              |
| 2006             | Notes on a Scandal     | Best Supporting Actress – Motion Picture             | رُشِّح              |
| 2008             | إليزابيث: العصر الذهبي | جائزة غولدن غلوب لأفضل ممثلة - فيلم دراما            | رُشِّح              |
| 2008             | أنا لست هناك           | Best Supporting Actress – Motion Picture             | فوز              |
| 2013             | ياسمين أزرق (فيلم)     | جائزة غولدن غلوب لأفضل ممثلة - فيلم دراما            | فوز              |

#### جوائز غوثام
| جوائز غوثام | جوائز غوثام          | جوائز غوثام        | جوائز غوثام |
| سنة         | العمل المرشح للجائزة | الفئة              | النتيجة     |
| ----------- | -------------------- | ------------------ | ----------- |
| 2006        | بابل (فيلم)          | Best Ensemble Cast | فوز         |
| 2013        | ياسمين أزرق (فيلم)   | أفضل ممثلة         | رُشِّح         |

#### جوائز الروح المستقلة
| جوائز الروح المستقلة | جوائز الروح المستقلة | جوائز الروح المستقلة                    | جوائز الروح المستقلة |
| سنة                  | العمل المرشح للجائزة | الفئة                                   | النتيجة              |
| -------------------- | -------------------- | --------------------------------------- | -------------------- |
| 2004                 | قهوة وسجائر          | أفضل مساعدة - أنثى                      | رُشِّح                  |
| 2007                 | أنا لست هناك         | أفضل مساعدة - أنثى                      | فوز                  |
| 2007                 | أنا لست هناك         | جائزة روبرت التمان                      | فوز                  |
| 2013                 | ياسمين أزرق (فيلم)   | جائزة الروح المستقلة لأفضل ممثلة رئيسية | فوز                  |

#### جوائز السينما والتلفزيون الأيرلندية
| جوائز السينما والتلفزيون الأيرلندية | جوائز السينما والتلفزيون الأيرلندية | جوائز السينما والتلفزيون الأيرلندية | جوائز السينما والتلفزيون الأيرلندية |
| سنة                                 | العمل المرشح للجائزة                | الفئة                               | النتيجة                             |
| ----------------------------------- | ----------------------------------- | ----------------------------------- | ----------------------------------- |
| 2007                                | إليزابيث: العصر الذهبي              | أفضل ممثلة عالمية                   | رُشِّح                                 |
| 2013                                | ياسمين أزرق (فيلم)                  | أفضل ممثلة عالمية                   | رُشِّح                                 |

#### المجلس الوطني للمراجعة
| المجلس الوطني للمراجعة | المجلس الوطني للمراجعة                                  | المجلس الوطني للمراجعة     | المجلس الوطني للمراجعة |
| سنة                    | العمل المرشح للجائزة                                    | الفئة                      | النتيجة                |
| ---------------------- | ------------------------------------------------------- | -------------------------- | ---------------------- |
| 2001                   | الرجل الذي بكى / أخبار الشحن / سيد الخواتم: رفقة الخاتم | أفضل ممثلة مساعدة ‏         | فوز                    |
| 2003                   | سيد الخواتم: عودة الملك                                 | Best Acting by an Ensemble | فوز                    |

#### جوائز ستالايت
| جائزة ستالايت | جائزة ستالايت        | جائزة ستالايت                                   | جائزة ستالايت |
| سنة           | العمل المرشح للجائزة | الفئة                                           | النتيجة       |
| ------------- | -------------------- | ----------------------------------------------- | ------------- |
| 1998          | إليزابيث (فيلم)      | Best Actress - Motion Picture Drama             | فوز           |
| 1999          | An Ideal Husband     | Best Supporting Actress - Motion Picture        | رُشِّح           |
| 2001          | شارلوت غراي          | Best Actress - Motion Picture Drama             | رُشِّح           |
| 2004          | الطيار (فيلم)        | Best Supporting Actress - Motion Picture        | رُشِّح           |
| 2006          | Notes on a Scandal   | Best Supporting Actress - Motion Picture        | رُشِّح           |
| 2007          | أنا لست هناك         | Best Actress - Motion Picture Musical or Comedy | رُشِّح           |
| 2013          | ياسمين أزرق (فيلم)   | Best Actress - Motion Picture Drama             | فوز           |

#### جائزة زحل
| جائزة زحل (جائزة أكاديمية لأفلام الخيال العلمي، والخيال والرعب) | جائزة زحل (جائزة أكاديمية لأفلام الخيال العلمي، والخيال والرعب) | جائزة زحل (جائزة أكاديمية لأفلام الخيال العلمي، والخيال والرعب) | جائزة زحل (جائزة أكاديمية لأفلام الخيال العلمي، والخيال والرعب) |
| سنة                                                             | العمل المرشح للجائزة                                            | الفئة                                                           | النتيجة                                                         |
| --------------------------------------------------------------- | --------------------------------------------------------------- | --------------------------------------------------------------- | --------------------------------------------------------------- |
| 2001                                                            | The Gift                                                        | أفضل ممثلة                                                      | رُشِّح                                                             |
| 2003                                                            | The Missing                                                     | أفضل ممثلة                                                      | رُشِّح                                                             |
| 2006                                                            | Notes on a Scandal                                              | جائزة زحل لأفضل ممثلة مساعدة ‏                                   | رُشِّح                                                             |
| 2008                                                            | الحالة المحيرة ل بنجامين بتن                                    | أفضل ممثلة                                                      | رُشِّح                                                             |

#### جوائز نقابة ممثلي الشاشة
| جائزة نقابة ممثلي الشاشة | جائزة نقابة ممثلي الشاشة     | جائزة نقابة ممثلي الشاشة                                               | جائزة نقابة ممثلي الشاشة |
| سنة                      | العمل المرشح للجائزة         | الفئة                                                                  | النتيجة                  |
| ------------------------ | ---------------------------- | ---------------------------------------------------------------------- | ------------------------ |
| 1998                     | إليزابيث (فيلم)              | جائزة نقابة ممثلي الشاشة للأداء المتميز لممثلة في دور رئيسي ‏           | رُشِّح                      |
| 2001                     | قطاع الطرق                   | ممثلة متميزة في دور ثانوي ‏                                             | رُشِّح                      |
| 2001                     | سيد الخواتم: رفقة الخاتم     | جائزة نقابة ممثلي الشاشة عن الأداء المتميز من قبل الممثلين في السينما ‏ | رُشِّح                      |
| 2002                     | سيد الخواتم: البرجان         | Outstanding Cast in a Motion Picture                                   | رُشِّح                      |
| 2003                     | سيد الخواتم: عودة الملك      | Outstanding Cast in a Motion Picture                                   | فوز                      |
| 2004                     | الطيار (فيلم)                | ممثلة متميزة في دور ثانوي                                              | فوز                      |
| 2004                     | الطيار (فيلم)                | Outstanding Cast in a Motion Picture                                   | رُشِّح                      |
| 2006                     | Notes on a Scandal           | ممثلة متميزة في دور ثانوي                                              | رُشِّح                      |
| 2006                     | بابل (فيلم)                  | Outstanding Cast in a Motion Picture                                   | رُشِّح                      |
| 2007                     | إليزابيث: العصر الذهبي       | ممثلة متميزة في دور رئيسي                                              | رُشِّح                      |
| 2007                     | أنا لست هناك                 | ممثلة متميزة في دور ثانوي                                              | رُشِّح                      |
| 2008                     | الحالة المحيرة ل بنجامين بتن | Outstanding Cast in a Motion Picture                                   | رُشِّح                      |
| 2013                     | ياسمين أزرق (فيلم)           | ممثلة متميزة في دور رئيسي                                              | فوز                      |

#### Women in Film Crystal + Lucy Awards
| Women in Film Crystal + Lucy Awards | Women in Film Crystal + Lucy Awards | Women in Film Crystal + Lucy Awards | Women in Film Crystal + Lucy Awards |
| سنة                                 | الفئة                               | النتيجة                             |                                     |
| ----------------------------------- | ----------------------------------- | ----------------------------------- | ----------------------------------- |
| 2014                                | Crystal Award                       | فوز                                 |                                     |

### جوائز النقاد

#### Boston Online Film Critics Association
| Boston Online Film Critics Association | Boston Online Film Critics Association | Boston Online Film Critics Association | Boston Online Film Critics Association |
| سنة                                    | العمل المرشح للجائزة                   | الفئة                                  | النتيجة                                |
| -------------------------------------- | -------------------------------------- | -------------------------------------- | -------------------------------------- |
| 2013                                   | ياسمين أزرق (فيلم)                     | أفضل ممثلة                             | فوز                                    |

#### جمعية بوسطن لنقاد السينما
| جمعية بوسطن لنقاد السينما | جمعية بوسطن لنقاد السينما          | جمعية بوسطن لنقاد السينما | جمعية بوسطن لنقاد السينما |
| سنة                       | العمل المرشح للجائزة               | الفئة                     | النتيجة                   |
| ------------------------- | ---------------------------------- | ------------------------- | ------------------------- |
| 2004                      | The Life Aquatic with Steve Zissou | Best Cast                 | المركز الثاني             |
| 2004                      | الطيار (فيلم)                      | أفضل ممثلة مساعدة         | المركز الثاني             |
| 2007                      | أنا لست هناك                       | Best Cast                 | المركز الثاني             |
| 2007                      | أنا لست هناك                       | أفضل ممثلة مساعدة         | المركز الثاني             |
| 2013                      | ياسمين أزرق (فيلم)                 | أفضل ممثلة                | فوز                       |

#### جائزة اختيار النقاد للأفلام
| جائزة اختيار النقاد للأفلام (Broadcast Film Critics Association) | جائزة اختيار النقاد للأفلام (Broadcast Film Critics Association) | جائزة اختيار النقاد للأفلام (Broadcast Film Critics Association) | جائزة اختيار النقاد للأفلام (Broadcast Film Critics Association) |
| سنة                                                              | العمل المرشح للجائزة                                             | الفئة                                                            | النتيجة                                                          |
| ---------------------------------------------------------------- | ---------------------------------------------------------------- | ---------------------------------------------------------------- | ---------------------------------------------------------------- |
| 1998                                                             | إليزابيث (فيلم)                                                  | أفضل ممثلة في دور رئيسي                                          | فوز                                                              |
| 2003                                                             | سيد الخواتم: عودة الملك                                          | جائزة اختيار النقاد للأفلام عن فئة أفضل طاقم تمثيلي ‏             | فوز                                                              |
| 2004                                                             | الطيار (فيلم)                                                    | أفضل ممثلة مساعدة                                                | رُشِّح                                                              |
| 2004                                                             | The Life Aquatic with Steve Zissou                               | جائزة اختيار النقاد للأفلام عن فئة أفضل طاقم تمثيلي ‏             | رُشِّح                                                              |
| 2006                                                             | Notes on a Scandal                                               | أفضل ممثلة في دور ثانوي                                          | رُشِّح                                                              |
| 2006                                                             | بابل (فيلم)                                                      | Best Acting Ensemble                                             | رُشِّح                                                              |
| 2007                                                             | إليزابيث: العصر الذهبي                                           | أفضل ممثلة في دور رئيسي                                          | رُشِّح                                                              |
| 2007                                                             | أنا لست هناك                                                     | أفضل ممثلة في دور ثانوي                                          | رُشِّح                                                              |
| 2008                                                             | الحالة المحيرة ل بنجامين بتن                                     | أفضل ممثلة في دور رئيسي                                          | رُشِّح                                                              |
| 2008                                                             | الحالة المحيرة ل بنجامين بتن                                     | Best Acting Ensemble                                             | رُشِّح                                                              |
| 2013                                                             | ياسمين أزرق (فيلم)                                               | أفضل ممثلة في دور رئيسي                                          | فوز                                                              |

#### London Film Critics' Circle
| دائرة نقاد لندن | دائرة نقاد لندن      | دائرة نقاد لندن | دائرة نقاد لندن |
| سنة             | العمل المرشح للجائزة | الفئة           | النتيجة         |
| --------------- | -------------------- | --------------- | --------------- |
| 1998            | إليزابيث (فيلم)      | ممثلة السنة ‏    | فوز             |
| 2013            | ياسمين أزرق (فيلم)   | ممثلة السنة ‏    | فوز             |

#### جمعية نقاد السينما في لوس انجلوس
| جمعية نقاد السينما في لوس انجلوس | جمعية نقاد السينما في لوس انجلوس | جمعية نقاد السينما في لوس انجلوس                    | جمعية نقاد السينما في لوس انجلوس |
| سنة                              | العمل المرشح للجائزة             | الفئة                                               | النتيجة                          |
| -------------------------------- | -------------------------------- | --------------------------------------------------- | -------------------------------- |
| 2004                             | قهوة وسجائر and الطيار (فيلم)    | أفضل ممثلة مساعدة ‏                                  | المركز الثاني                    |
| 2007                             | أنا لست هناك                     | أفضل ممثلة مساعدة ‏                                  | المركز الثاني                    |
| 2013                             | ياسمين أزرق (فيلم)               | جائزة جمعية نقاد السينما في لوس انجلوس لأفضل ممثلة ‏ | فوز                              |

#### National Society of Film Critics
| الجمعية الوطنية لنقاد السينما ‏ | الجمعية الوطنية لنقاد السينما ‏ | الجمعية الوطنية لنقاد السينما ‏                               | الجمعية الوطنية لنقاد السينما ‏ |
| سنة                            | العمل المرشح للجائزة           | الفئة                                                        | النتيجة                        |
| ------------------------------ | ------------------------------ | ------------------------------------------------------------ | ------------------------------ |
| 1998                           | إليزابيث (فيلم)                | جائزة الجمعية الوطنية للنقاد السينمائيين لافضل ممثلة ‏        | المركز الثاني                  |
| 2004                           | الطيار (فيلم) and قهوة وسجائر  | جائزة الجمعية الوطنية للنقاد السينمائيين لأفضل ممثلة مساعدة ‏ | المركز الثاني                  |
| 2007                           | أنا لست هناك                   | جائزة الجمعية الوطنية للنقاد السينمائيين لأفضل ممثلة مساعدة ‏ | فوز                            |
| 2013                           | ياسمين أزرق (فيلم)             | جائزة الجمعية الوطنية للنقاد السينمائيين لافضل ممثلة ‏        | فوز                            |

#### New York Film Critics Circle
| New York Film Critics Circle | New York Film Critics Circle | New York Film Critics Circle | New York Film Critics Circle |
| سنة                          | العمل المرشح للجائزة         | الفئة                        | النتيجة                      |
| ---------------------------- | ---------------------------- | ---------------------------- | ---------------------------- |
| 2007                         | أنا لست هناك                 | أفضل ممثلة مساعدة ‏           | المركز الثاني                |
| 2013                         | ياسمين أزرق (فيلم)           | أفضل ممثلة ‏                  | فوز                          |

#### New York Film Critics Online
| New York Film Critics Online | New York Film Critics Online | New York Film Critics Online | New York Film Critics Online |
| سنة                          | العمل المرشح للجائزة         | الفئة                        | النتيجة                      |
| ---------------------------- | ---------------------------- | ---------------------------- | ---------------------------- |
| 2004                         | الطيار (فيلم)                | أفضل ممثلة مساعدة            | فوز                          |
| 2007                         | أنا لست هناك                 | أفضل ممثلة مساعدة            | فوز                          |
| 2013                         | ياسمين أزرق (فيلم)           | أفضل ممثلة                   | فوز                          |

#### جوائز نقاد آخرين
| تحالف الصحفيات السينمائيات | تحالف الصحفيات السينمائيات                         | تحالف الصحفيات السينمائيات    | تحالف الصحفيات السينمائيات |
| سنة                        | العمل المرشح للجائزة                               | الفئة                         | النتيجة                    |
| -------------------------- | -------------------------------------------------- | ----------------------------- | -------------------------- |
| 2006                       | بابل (فيلم) / The Good German / Notes on a Scandal | Outstanding Achievement Award | فوز                        |
| 2007                       | أنا لست هناك                                       | أفضل ممثلة مساعدة             | رُشِّح                        |
| 2013                       | ياسمين أزرق (فيلم)                                 | أفضل ممثلة                    | فوز                        |

| دائرة نقاد السينما الأسترالية | دائرة نقاد السينما الأسترالية | دائرة نقاد السينما الأسترالية | دائرة نقاد السينما الأسترالية |
| سنة                           | العمل المرشح للجائزة          | الفئة                         | النتيجة                       |
| ----------------------------- | ----------------------------- | ----------------------------- | ----------------------------- |
| 1997                          | Thank God He Met Lizzie       | أفضل ممثلة مساعدة             | فوز                           |
| 1997                          | أوسكار و لوسيندا (فيلم)       | أفضل ممثلة                    | رُشِّح                           |
| 2005                          | Little Fish                   | أفضل ممثلة في دور رئيسي       | فوز                           |

| جمعية شيكاغو لنقاد السينما | جمعية شيكاغو لنقاد السينما                | جمعية شيكاغو لنقاد السينما | جمعية شيكاغو لنقاد السينما |
| سنة                        | العمل المرشح للجائزة                      | الفئة                      | النتيجة                    |
| -------------------------- | ----------------------------------------- | -------------------------- | -------------------------- |
| 1997                       | Paradise Road and أوسكار و لوسيندا (فيلم) | Most Promising Actress     | رُشِّح                        |
| 1998                       | إليزابيث (فيلم)                           | أفضل ممثلة ‏                | فوز                        |
| 2006                       | Notes on a Scandal                        | أفضل ممثلة مساعدة ‏         | رُشِّح                        |
| 2007                       | أنا لست هناك                              | أفضل ممثلة مساعدة ‏         | فوز                        |
| 2013                       | ياسمين أزرق (فيلم)                        | أفضل ممثلة ‏                | فوز                        |

| جمعية دالاس فورت وورث لنقاد السينما | جمعية دالاس فورت وورث لنقاد السينما | جمعية دالاس فورت وورث لنقاد السينما | جمعية دالاس فورت وورث لنقاد السينما |
| سنة                                 | العمل المرشح للجائزة                | الفئة                               | النتيجة                             |
| ----------------------------------- | ----------------------------------- | ----------------------------------- | ----------------------------------- |
| 2004                                | الطيار (فيلم)                       | أفضل ممثلة مساعدة ‏                  | المركز الثاني                       |
| 2006                                | Notes on a Scandal                  | أفضل ممثلة مساعدة ‏                  | فوز                                 |
| 2007                                | أنا لست هناك                        | أفضل ممثلة مساعدة ‏                  | 3rd Place                           |
| 2013                                | ياسمين أزرق (فيلم)                  | أفضل ممثلة ‏                         | فوز                                 |

| جمعية دنفر لنقاد السينما | جمعية دنفر لنقاد السينما | جمعية دنفر لنقاد السينما | جمعية دنفر لنقاد السينما |
| سنة                      | العمل المرشح للجائزة     | الفئة                    | النتيجة                  |
| ------------------------ | ------------------------ | ------------------------ | ------------------------ |
| 2013                     | ياسمين أزرق (فيلم)       | أفضل ممثلة               | فوز                      |

| Detroit Film Critics Society | Detroit Film Critics Society | Detroit Film Critics Society | Detroit Film Critics Society |
| سنة                          | العمل المرشح للجائزة         | الفئة                        | النتيجة                      |
| ---------------------------- | ---------------------------- | ---------------------------- | ---------------------------- |
| 2007                         | أنا لست هناك                 | أفضل ممثلة مساعدة            | رُشِّح                          |
| 2013                         | ياسمين أزرق (فيلم)           | Best Ensemble                | رُشِّح                          |

| جوائز دوريان | جوائز دوريان         | جوائز دوريان                           | جوائز دوريان |
| سنة          | العمل المرشح للجائزة | الفئة                                  | النتيجة      |
| ------------ | -------------------- | -------------------------------------- | ------------ |
| 2013         | ياسمين أزرق (فيلم)   | Film Performance of the Year – Actress | فوز          |

| دائرة دبلن لنقاد السينما | دائرة دبلن لنقاد السينما | دائرة دبلن لنقاد السينما | دائرة دبلن لنقاد السينما |
| سنة                      | العمل المرشح للجائزة     | الفئة                    | النتيجة                  |
| ------------------------ | ------------------------ | ------------------------ | ------------------------ |
| 2007                     | أنا لست هناك             | أفضل ممثلة               | 3rd Place                |
| 2013                     | ياسمين أزرق (فيلم)       | أفضل ممثلة               | فوز                      |

| Florida Film Critics Circle | Florida Film Critics Circle                                          | Florida Film Critics Circle | Florida Film Critics Circle |
| سنة                         | العمل المرشح للجائزة                                                 | الفئة                       | النتيجة                     |
| --------------------------- | -------------------------------------------------------------------- | --------------------------- | --------------------------- |
| 2001                        | الرجل الذي بكى / قطاع الطرق / سيد الخواتم: رفقة الخاتم / أخبار الشحن | أفضل ممثلة مساعدة ‏          | فوز                         |
| 2006                        | Notes on a Scandal                                                   | أفضل ممثلة مساعدة           | فوز                         |
| 2013                        | ياسمين أزرق (فيلم)                                                   | أفضل ممثلة ‏                 | فوز                         |

| جمعية هيوستن لنقاد السينما | جمعية هيوستن لنقاد السينما   | جمعية هيوستن لنقاد السينما | جمعية هيوستن لنقاد السينما |
| سنة                        | العمل المرشح للجائزة         | الفئة                      | النتيجة                    |
| -------------------------- | ---------------------------- | -------------------------- | -------------------------- |
| 2008                       | الحالة المحيرة ل بنجامين بتن | أفضل ممثلة                 | رُشِّح                        |

| International Online Film Critics' Poll | International Online Film Critics' Poll | International Online Film Critics' Poll | International Online Film Critics' Poll |
| سنة                                     | العمل المرشح للجائزة                    | الفئة                                   | النتيجة                                 |
| --------------------------------------- | --------------------------------------- | --------------------------------------- | --------------------------------------- |
| 2007                                    | Notes on a Scandal                      | أفضل ممثلة مساعدة                       | رُشِّح                                     |
| 2007                                    | إليزابيث: العصر الذهبي                  | أفضل ممثلة                              | رُشِّح                                     |
| 2014                                    | ياسمين أزرق (فيلم)                      | أفضل ممثلة                              | فوز                                     |

| Iowa Film Critics | Iowa Film Critics    | Iowa Film Critics | Iowa Film Critics |
| سنة               | العمل المرشح للجائزة | الفئة             | النتيجة           |
| ----------------- | -------------------- | ----------------- | ----------------- |
| 2013              | ياسمين أزرق (فيلم)   | أفضل ممثلة        | فوز               |

| Kansas City Film Critics Circle | Kansas City Film Critics Circle | Kansas City Film Critics Circle | Kansas City Film Critics Circle |
| سنة                             | العمل المرشح للجائزة            | الفئة                           | النتيجة                         |
| ------------------------------- | ------------------------------- | ------------------------------- | ------------------------------- |
| 2004                            | الطيار (فيلم)                   | أفضل ممثلة مساعدة               | فوز                             |

| Online Film Critics Society | Online Film Critics Society | Online Film Critics Society | Online Film Critics Society |
| سنة                         | العمل المرشح للجائزة        | الفئة                       | النتيجة                     |
| --------------------------- | --------------------------- | --------------------------- | --------------------------- |
| 1998                        | إليزابيث (فيلم)             | أفضل ممثلة ‏                 | فوز                         |
| 2002                        | سيد الخواتم: البرجان        | Best Ensemble               | فوز                         |
| 2004                        | الطيار (فيلم)               | أفضل ممثلة مساعدة ‏          | فوز                         |
| 2006                        | Notes on a Scandal          | أفضل ممثلة مساعدة           | رُشِّح                         |
| 2007                        | أنا لست هناك                | أفضل ممثلة مساعدة ‏          | رُشِّح                         |
| 2013                        | ياسمين أزرق (فيلم)          | أفضل ممثلة ‏                 | فوز                         |

| San Diego Film Critics Society | San Diego Film Critics Society | San Diego Film Critics Society  | San Diego Film Critics Society |
| سنة                            | العمل المرشح للجائزة           | الفئة                           | النتيجة                        |
| ------------------------------ | ------------------------------ | ------------------------------- | ------------------------------ |
| 2001                           | شارلوت غراي                    | أفضل ممثلة ‏                     | المركز الثاني                  |
| 2006                           | بابل (فيلم)                    | Best Performance by an Ensemble | فوز                            |
| 2007                           | أنا لست هناك                   | أفضل ممثلة مساعدة ‏              | المركز الثاني                  |
| 2013                           | ياسمين أزرق (فيلم)             | أفضل ممثلة                      | فوز                            |

| San Francisco Film Critics Circle | San Francisco Film Critics Circle | San Francisco Film Critics Circle | San Francisco Film Critics Circle |
| سنة                               | العمل المرشح للجائزة              | الفئة                             | النتيجة                           |
| --------------------------------- | --------------------------------- | --------------------------------- | --------------------------------- |
| 2013                              | ياسمين أزرق (فيلم)                | أفضل ممثلة                        | فوز                               |

| Southeastern Film Critics Association | Southeastern Film Critics Association       | Southeastern Film Critics Association | Southeastern Film Critics Association |
| سنة                                   | العمل المرشح للجائزة                        | الفئة                                 | النتيجة                               |
| ------------------------------------- | ------------------------------------------- | ------------------------------------- | ------------------------------------- |
| 1998                                  | إليزابيث (فيلم) and أوسكار و لوسيندا (فيلم) | أفضل ممثلة                            | فوز                                   |
| 2007                                  | أنا لست هناك                                | أفضل ممثلة مساعدة                     | المركز الثاني                         |
| 2013                                  | ياسمين أزرق (فيلم)                          | أفضل ممثلة                            | فوز                                   |

| St. Louis Gateway Film Critics Association | St. Louis Gateway Film Critics Association | St. Louis Gateway Film Critics Association | St. Louis Gateway Film Critics Association |
| سنة                                        | العمل المرشح للجائزة                       | الفئة                                      | النتيجة                                    |
| ------------------------------------------ | ------------------------------------------ | ------------------------------------------ | ------------------------------------------ |
| 2004                                       | الطيار (فيلم)                              | أفضل ممثلة مساعدة ‏                         | فوز                                        |
| 2006                                       | Notes on a Scandal                         | أفضل ممثلة مساعدة                          | رُشِّح                                        |
| 2007                                       | إليزابيث: العصر الذهبي                     | أفضل ممثلة ‏                                | رُشِّح                                        |
| 2007                                       | أنا لست هناك                               | أفضل ممثلة مساعدة                          | رُشِّح                                        |
| 2008                                       | الحالة المحيرة ل بنجامين بتن               | أفضل ممثلة                                 | رُشِّح                                        |
| 2011                                       | هانا                                       | أفضل ممثلة مساعدة                          | رُشِّح                                        |
| 2013                                       | ياسمين أزرق (فيلم)                         | أفضل ممثلة                                 | فوز                                        |

| جمعية نقاد تورونتو السينمائيين ‏ | جمعية نقاد تورونتو السينمائيين ‏ | جمعية نقاد تورونتو السينمائيين ‏ | جمعية نقاد تورونتو السينمائيين ‏ |
| سنة                             | العمل المرشح للجائزة            | الفئة                           | النتيجة                         |
| ------------------------------- | ------------------------------- | ------------------------------- | ------------------------------- |
| 1998                            | إليزابيث (فيلم)                 | أفضل ممثلة ‏                     | فوز                             |
| 2006                            | Notes on a Scandal              | أفضل ممثلة مساعدة ‏              | فوز                             |
| 2007                            | أنا لست هناك                    | أفضل ممثلة مساعدة               | فوز                             |
| 2013                            | ياسمين أزرق (فيلم)              | أفضل ممثلة                      | فوز                             |

| Utah Film Critics Association | Utah Film Critics Association | Utah Film Critics Association | Utah Film Critics Association |
| سنة                           | العمل المرشح للجائزة          | الفئة                         | النتيجة                       |
| ----------------------------- | ----------------------------- | ----------------------------- | ----------------------------- |
| 2004                          | الطيار (فيلم)                 | أفضل ممثلة مساعدة             | المركز الثاني                 |
| 2007                          | أنا لست هناك                  | أفضل ممثلة مساعدة             | المركز الثاني                 |
| 2013                          | ياسمين أزرق (فيلم)            | أفضل ممثلة                    | المركز الثاني                 |

| دائرة فانكوفر لنقاد السينما | دائرة فانكوفر لنقاد السينما                 | دائرة فانكوفر لنقاد السينما | دائرة فانكوفر لنقاد السينما |
| سنة                         | العمل المرشح للجائزة                        | الفئة                       | النتيجة                     |
| --------------------------- | ------------------------------------------- | --------------------------- | --------------------------- |
| 2004                        | الطيار (فيلم) (2004) and قهوة وسجائر (2003) | أفضل ممثلة مساعدة ‏          | رُشِّح                         |
| 2006                        | Notes on a Scandal                          | أفضل ممثلة مساعدة ‏          | فوز                         |
| 2007                        | أنا لست هناك                                | أفضل ممثلة مساعدة ‏          | رُشِّح                         |
| 2013                        | ياسمين أزرق (فيلم)                          | أفضل ممثلة ‏                 | فوز                         |

| The Village Voice Film Poll | The Village Voice Film Poll | The Village Voice Film Poll | The Village Voice Film Poll |
| سنة                         | العمل المرشح للجائزة        | الفئة                       | النتيجة                     |
| --------------------------- | --------------------------- | --------------------------- | --------------------------- |
| 2007                        | أنا لست هناك                | أفضل ممثلة مساعدة           | فوز                         |
| 2013                        | ياسمين أزرق (فيلم)          | أفضل ممثلة                  | المركز الثاني               |

| جمعية واشنطن العاصمة لنقاد السينما | جمعية واشنطن العاصمة لنقاد السينما | جمعية واشنطن العاصمة لنقاد السينما | جمعية واشنطن العاصمة لنقاد السينما |
| سنة                                | العمل المرشح للجائزة               | الفئة                              | النتيجة                            |
| ---------------------------------- | ---------------------------------- | ---------------------------------- | ---------------------------------- |
| 2003                               | Veronica Guerin                    | أفضل ممثلة                         | رُشِّح                                |
| 2004                               | الطيار (فيلم)                      | أفضل ممثلة مساعدة                  | فوز                                |
| 2013                               | ياسمين أزرق (فيلم)                 | أفضل ممثلة                         | فوز                                |

| دائرة نقاد أفلام المرأة | دائرة نقاد أفلام المرأة | دائرة نقاد أفلام المرأة                | دائرة نقاد أفلام المرأة |
| سنة                     | العمل المرشح للجائزة    | الفئة                                  | النتيجة                 |
| ----------------------- | ----------------------- | -------------------------------------- | ----------------------- |
| 2007                    | أنا لست هناك            | Female's Right to Male Roles in Movies | فوز                     |

### Film Festival Awards

#### Deauville American Film Festival
| مهرجان دوفيل للفيلم الأمريكي ‏ | مهرجان دوفيل للفيلم الأمريكي ‏ | مهرجان دوفيل للفيلم الأمريكي ‏ | مهرجان دوفيل للفيلم الأمريكي ‏ |
| سنة                           | الفئة                         | النتيجة                       |                               |
| ----------------------------- | ----------------------------- | ----------------------------- | ----------------------------- |
| 2013                          | Career Tribute                | فوز                           |                               |

#### New York Film Festival
| مهرجان نيويورك السينمائي | مهرجان نيويورك السينمائي | مهرجان نيويورك السينمائي | مهرجان نيويورك السينمائي |
| سنة                      | الفئة                    | النتيجة                  |                          |
| ------------------------ | ------------------------ | ------------------------ | ------------------------ |
| 2013                     | Career Tribute           | فوز                      |                          |

#### Palm Springs International Film Festival
| Palm Springs International Film Festival | Palm Springs International Film Festival | Palm Springs International Film Festival | Palm Springs International Film Festival |
| سنة                                      | العمل المرشح للجائزة                     | الفئة                                    | النتيجة                                  |
| ---------------------------------------- | ---------------------------------------- | ---------------------------------------- | ---------------------------------------- |
| 2006                                     | بابل (فيلم)                              | Ensemble Cast Award                      | فوز                                      |
| 2006                                     | −                                        | Career Achievement Award                 | فوز                                      |

#### Santa Barbara International Film Festival
| Santa Barbara International Film Festival | Santa Barbara International Film Festival | Santa Barbara International Film Festival | Santa Barbara International Film Festival |
| سنة                                       | العمل المرشح للجائزة                      | الفئة                                     | النتيجة                                   |
| ----------------------------------------- | ----------------------------------------- | ----------------------------------------- | ----------------------------------------- |
| 2008                                      | −                                         | Modern Master Award                       | فوز                                       |
| 2013                                      | ياسمين أزرق (فيلم)                        | Outstanding Performer of the Year Award   | فوز                                       |

#### مهرجان البندقية السينمائي
| مهرجان البندقية السينمائي | مهرجان البندقية السينمائي | مهرجان البندقية السينمائي              | مهرجان البندقية السينمائي |
| سنة                       | Nominated work            | الفئة                                  | النتيجة                   |
| ------------------------- | ------------------------- | -------------------------------------- | ------------------------- |
| 2007                      | أنا لست هناك              | مهرجان البندقية السينمائي - أفضل ممثلة | فوز                       |

### Other film awards

#### Blockbuster Entertainment Awards
| Blockbuster Entertainment Awards | Blockbuster Entertainment Awards | Blockbuster Entertainment Awards       | Blockbuster Entertainment Awards |
| سنة                              | العمل المرشح للجائزة             | الفئة                                  | النتيجة                          |
| -------------------------------- | -------------------------------- | -------------------------------------- | -------------------------------- |
| 1999                             | السيد ريبلي الموهوب (فيلم)       | Favorite Supporting Actress - Suspense | رُشِّح                              |

#### جوائز إمباير
| جوائز إمباير | جوائز إمباير           | جوائز إمباير                  | جوائز إمباير |
| سنة          | العمل المرشح للجائزة   | الفئة                         | النتيجة      |
| ------------ | ---------------------- | ----------------------------- | ------------ |
| 1998         | إليزابيث (فيلم)        | جائزة إمباير لأفضل قادم جديد ‏ | رُشِّح          |
| 1998         | إليزابيث (فيلم)        | أفضل ممثلة                    | فوز          |
| 2003         | Veronica Guerin        | أفضل ممثلة                    | رُشِّح          |
| 2004         | الطيار (فيلم)          | أفضل ممثلة                    | رُشِّح          |
| 2007         | إليزابيث: العصر الذهبي | أفضل ممثلة                    | رُشِّح          |
| 2013         | ياسمين أزرق (فيلم)     | أفضل ممثلة                    | رُشِّح          |

#### Goldene Kamera Award
| الكاميرا الذهبية ‏ | الكاميرا الذهبية ‏    | الكاميرا الذهبية ‏ | الكاميرا الذهبية ‏ |
| سنة               | العمل المرشح للجائزة | الفئة             | النتيجة           |
| ----------------- | -------------------- | ----------------- | ----------------- |
| 2002              | الجنة                | أفضل ممثلة عالمية | فوز               |

#### Gransito Movie Awards
| Gransito Movie Awards | Gransito Movie Awards  | Gransito Movie Awards | Gransito Movie Awards |
| سنة                   | Nominated work         | الفئة                 | النتيجة               |
| --------------------- | ---------------------- | --------------------- | --------------------- |
| 2006                  | Notes on a Scandal     | Best on-screen duo    | فوز                   |
| 2006                  | Notes on a Scandal     | أفضل ممثلة مساعدة     | رُشِّح                   |
| 2007                  | إليزابيث: العصر الذهبي | أفضل ممثلة            | فوز                   |
| 2007                  | أنا لست هناك           | أفضل ممثلة مساعدة     | فوز                   |

#### جوائز الغارديان
| الغارديان | الغارديان            | الغارديان             | الغارديان |
| سنة       | العمل المرشح للجائزة | الفئة                 | النتيجة   |
| --------- | -------------------- | --------------------- | --------- |
| 2013      | ياسمين أزرق (فيلم)   | Best Actor            | فوز       |
| 2013      | ياسمين أزرق (فيلم)   | Best Line of Dialogue | رُشِّح       |

#### جوائز أي إف
| IF Awards | IF Awards            | IF Awards  | IF Awards |
| سنة       | العمل المرشح للجائزة | الفئة      | النتيجة   |
| --------- | -------------------- | ---------- | --------- |
| 2005      | Little Fish          | أفضل ممثلة | فوز       |

#### جوائز إم تي في للأفلام
| جوائز إم تي في للأفلام | جوائز إم تي في للأفلام | جوائز إم تي في للأفلام        | جوائز إم تي في للأفلام |
| سنة                    | العمل المرشح للجائزة   | الفئة                         | النتيجة                |
| ---------------------- | ---------------------- | ----------------------------- | ---------------------- |
| 1998                   | إليزابيث (فيلم)        | Best Breakthrough Performance | رُشِّح                    |

#### جوائز بيبول تشويس
| جوائز بيبول تشويس | جوائز بيبول تشويس                       | جوائز بيبول تشويس  | جوائز بيبول تشويس |
| سنة               | العمل المرشح للجائزة                    | الفئة              | النتيجة           |
| ----------------- | --------------------------------------- | ------------------ | ----------------- |
| 2009              | إنديانا جونز ومملكة الجمجمة الكريستالية | Female Action Star | رُشِّح               |

#### جوائز سكريم
| جوائز سكريم | جوائز سكريم          | جوائز سكريم          | جوائز سكريم |
| سنة         | العمل المرشح للجائزة | الفئة                | النتيجة     |
| ----------- | -------------------- | -------------------- | ----------- |
| 2010        | روبن هود (فيلم 2010) | Best Fantasy Actress | رُشِّح         |

#### جوائز إس إف أكس
| جوائز إس إف أكس | جوائز إس إف أكس              | جوائز إس إف أكس | جوائز إس إف أكس |
| سنة             | العمل المرشح للجائزة         | الفئة           | النتيجة         |
| --------------- | ---------------------------- | --------------- | --------------- |
| 2008            | الحالة المحيرة ل بنجامين بتن | أفضل ممثلة      | رُشِّح             |

#### جوائز تين تشويس
| جائزة تين تشويس | جائزة تين تشويس                         | جائزة تين تشويس                        | جائزة تين تشويس |
| سنة             | العمل المرشح للجائزة                    | الفئة                                  | النتيجة         |
| --------------- | --------------------------------------- | -------------------------------------- | --------------- |
| 2008            | إنديانا جونز ومملكة الجمجمة الكريستالية | Choice Movie Villain                   | رُشِّح             |
| 2010            | روبن هود (فيلم 2010)                    | Choice Movie Actress: Action Adventure | رُشِّح             |

#### Women's Image Network Awards
| جوائز صورة المرأة على الانترنت | جوائز صورة المرأة على الانترنت | جوائز صورة المرأة على الانترنت | جوائز صورة المرأة على الانترنت |
| سنة                            | العمل المرشح للجائزة           | الفئة                          | النتيجة                        |
| ------------------------------ | ------------------------------ | ------------------------------ | ------------------------------ |
| 2003                           | The Missing                    | Film Actress                   | فوز                            |

## Theatre awards

### جوائز هيلبمان
| جائزة هيلبمان | جائزة هيلبمان                  | جائزة هيلبمان     | جائزة هيلبمان |
| Year          | العمل المرشح للجائزة           | الفئة             | النتيجة       |
| ------------- | ------------------------------ | ----------------- | ------------- |
| 2005          | هيدا جابلر                     | أفضل ممثلة مسرحية | فوز           |
| 2009          | The War of the Roses Cycle     | أفضل ممثلة مسرحية | رُشِّح           |
| 2011          | العم فانيا                     | أفضل ممثلة مسرحية | فوز           |
| 2012          | Big and Small (Groß und klein) | أفضل ممثلة مسرحية | فوز           |
| 2014          | The Maids                      | أفضل ممثلة مسرحية | فوز           |

### Helen Hayes Awards
| Helen Hayes Award | Helen Hayes Award          | Helen Hayes Award                                 | Helen Hayes Award |
| Year              | العمل المرشح للجائزة       | الفئة                                             | النتيجة           |
| ----------------- | -------------------------- | ------------------------------------------------- | ----------------- |
| 2009              | عربة اسمها الرغبة (مسرحية) | Outstanding Lead Actress, Non-Resident Production | فوز               |
| 2011              | العم فانيا                 | Outstanding Lead Actress, Non-Resident Production | فوز               |

### Other theatre awards
| Miscellaneous awards | Miscellaneous awards | Miscellaneous awards                   | Miscellaneous awards |
| Year                 | العمل المرشح للجائزة | الفئة                                  | النتيجة              |
| -------------------- | -------------------- | -------------------------------------- | -------------------- |
| 1994-95              | هاملت                | Green Room Award for Best Lead Actress | رُشِّح                  |
| 2012                 | Big and Small        | Evening Standard Award لأفضل ممثلة     | رُشِّح                  |

## وصلات خارجية
- Academy Award Best Actress Facts & Trivia at Filmsite.org، إيه إم سي
- Academy Award Best Supporting Actress Facts & Trivia at Filmsite.org، إيه إم سي